# Sân bay Arlit
Sân bay Arlit (IATA: RLT, ICAO: DRZL) là một sân bay ở Arlit, Niger.